# Antrocephalus nigriscapus
Antrocephalus nigriscapus is een vliesvleugelig insect uit de familie bronswespen (Chalcididae). De wetenschappelijke naam is voor het eerst geldig gepubliceerd in 1914 door Girault.